# Eva Vica Kerekes
Eva Vica Kerekes (Fiľakovo, 28 marzo 1981) è un'attrice slovacca di nazionalità ungherese.
È stata introdotta alla recitazione da sua madre, che è una regista dilettante. Diplomata alla VŠMU di Bratislava, è diventata molto conosciuta in patria grazie al ruolo in Muži v naději.
Ha assunto il soprannome "Vica" per differenziarsi da un'omonima attrice ungherese.

## Filmografia

### Cinema
- Konecná stanica, regia di Jirí Chlumský (2004)
- Demoni, regia di Róbert Sveda (2006)
- Bakkermann, regia di András Szöke (2008)
- Nestyda, regia di Jan Hřebejk (2008)
- Mázli, regia di Tamás Keményffy (2008)
- 1, regia di Pater Sparrow (2009)
- Nedodrzaný slub, regia di Jirí Chlumský (2009)
- Szuperbojz, regia di Barna Kabay (2009)
- Destová víla, regia di Milan Cieslar (2010)
- Muzi v nadeji, regia di Jirí Vejdelek (2011)
- 7 dni hrichu, regia di Jirí Chlumský (2012)
- Robinson & Crusoe, regia di Jan Sabol (2012)
- ...meanwhile in Budapest, regia collettiva (2013)
- Isteni müszak, regia di Márk Bodzsár (2013)
- Príbeh kmotra, regia di Petr Nikolaev (2013)
- Krídla Vánoc, regia di Karin Babinská (2013)
- Nezné vlny, regia di Jirí Vejdelek (2013)
- Couch Surf, regia di Zsombor Dyga (2014)
- Zejtra naporád, regia di Rudolf Havlik (2014)
- Burácení, regia di Adolf Zika (2015)
- Anyám és más futóbolondok a családból, regia di Ibolya Fekete (2015)
- Pinocchio, regia di Stepán Gajdos (2015)
- Muzikál aneb Cesty ke stestí, regia di Slobodanka Radun (2016)
- Deckname Holec, regia di Franz Novotny (2016)
- Tenkrat v raji, regia di Dan Krzywon, Peter Palka e Lordan Zafranović (2016)
- Andel Páne 2, regia di Jirí Strach (2016)
- Milada, regia di David Mrnka (2017)
- Apró mesék, regia di Attila Szász (2019)
- Casino.sk, regia di Jan Sabol (2019)
- Resistance - La voce del silenzio (Resistance), regia di Jonathan Jakubowicz (2020)
- Hab, regia di Nóra Lakos (2020)
- Láska na spickách, regia di Petr Zahrádka (2021)
- Ordinary Failures (Bezná selhání), regia di Cristina Grosan (2022)
- Indián, regia di Vladimír Krisko e Tomás Svoboda (2022)
- Sluzka, regia di Mariana Cengel-Solcanská (2022)
- Prahala, regia di Beni Adam (2022)